# Waldstraße (Radebeul)
Die Waldstraße ist eine Innerortsstraße in der sächsischen Stadt Radebeul, in den Stadtteilen Alt-Radebeul und Oberlößnitz. Sie läuft entlang eines alten Weges an der Flurgrenze zwischen Radebeul und Oberlößnitz.
Die Straße sowie die vorherige August-Bebel-Straße sind Teil der Kreisstraße 8005, die zusammen mit der S179 auf Dresdner Gebiet einen Autobahnzubringer zur Anschlussstelle der BAB 4 in Dresden-Wilder Mann bilden.

## Bebauung
Einige der an der Waldstraße liegenden Gebäude stehen heute unter Denkmalschutz und sind daher in der Liste der Kulturdenkmale in Radebeul (Gemarkung) und Liste der Kulturdenkmale in Radebeul-Oberlößnitz aufgeführt, teilweise mit der Adresse einer Querstraße:
- Karlshof (Nr. 10), Haus Arnim (Nrn. 20, 20f, 20g), Wettinstraße 1, Kyau-Haus (Wettinstraße 2),[1] Nr. 30, Nrn. 32, 34

## Namensgebung
1568 „wegk nachem baumfelde“, 1897 auf Waldstraße gewidmet

## Anwohner
Friedrich Henning von Arnim, Curt Robert von Welck, Max Morgenstern-Döring